# Ким Тхэ Юн
Ким Тхэ Юн (род. 28 сентября 1994 года, Сеул, Южная Корея) — южнокорейский конькобежец. Специализируется на дистанции 1000 метров. Бронзовый призёр зимних Олимпийских игр 2018 года. Серебряный призёр чемпионата мира 2019 года на отдельных дистанциях (командный спринт).
Принимал участие на зимних Олимпийских играх 2014 года в Сочи заняв 30-е место в дистанции 1000 метров.
В 2014 году на Чемпионате мира по конькобежному спорту в спринтерском многоборье занял 12-е место. На этом же чемпионате в 2016 году пришёл 5-м. В следующем году также принял участие в Чемпионате мира заняв 14-е место в таблице.
В 2016 году на Чемпионате мира по конькобежному спорту на отдельных дистанциях в дистанции 500 метров занял 6-е место, на 1000 метров — 9-е. В 2017 году на этом же чемпионате в дистанции 500 метров занял 20 -е место, в дистанции 1000 метров финишировал 13-м.